# Kraussina mercatori
Kraussina mercatori är en armfotingsart som beskrevs av Helmcke 1939. Kraussina mercatori ingår i släktet Kraussina och familjen Kraussinidae. Inga underarter finns listade i Catalogue of Life.